# Irene Khan
Irene Zubaida Khan, född den 24 december 1956, är en bangladeshisk jurist som arbetar för mänskliga rättigheter. Hon har arbetat i 20 år för FN:s flyktingkommissariat (UNHCR), bland annat i Sydostasien, Pakistan, Storbritannien och Irland. Mellan 2001 och 2009 var hon generalsekreterare i Amnesty International.
År 2005 blev Khan uppmärksammad då hon i Amnestys årsrapport skrev att USA:s fångläger på Guantánamobasen var "vår tids Gulag".